# Schloss Höch
Schloss Höch ist als Ansitz im 11. Jahrhundert in Höch (Gemeinde Flachau) erbaut worden (Höch 1). Heute stellt es sich im Stil der Renaissance dar.

## Lage
Das Schloss liegt unweit von Altenmarkt im Pongau am Eingang des Flachauer Tals, auf etwa 975 m ü. A. Höhe am Fuß des Blümeck (1695 m ü. A.), einem Nebengipfel des Hochgründeck-Stocks. Es befindet sich abgelegen 1½ km südöstlich von Reitdorf, gehört aber noch zur Katastralgemeinde Höch.
Nachbarortslagen
|           |                                             | Am See Reitdorf |
|           | Kompassrose, die auf Nachbargemeinden zeigt |                 |
| Steinbach |                                             | Mayerdörfl      |

## Geschichte
Seit dem 13. Jahrhundert weiß man, wer die Besitzer des Schlosses Höch waren. Allerdings ist unklar, ob der urkundlich erwähnte Ansitz Hohenvelde ident ist. 
1608 wurde das Schloss von dem damaligen Besitzer Kölderer an seinen Großneffen Jocher verkauft. Jocher, mit Vornamen Karl, war damals einer der reichsten Gewerken im Lungau, und war offenbar auch in der Eisenhütte Flachau engagiert. Er gab dem Schloss seine heutige hufartige Form und stattete es reich aus.
Als dessen Enkelin heiratete, kam das Anwesen 1657 in den Besitz der Grafen von Plaz. 
Alois Rohrmoser, Schihersteller zu Altenmarkt, kaufte Schloss Höch 1989, und seit 1999 ist es – nach dessen Konkurs – im Besitz der Gemeinde Flachau. Der Kaufpreis samt der ca. 44,3 ha großen Liegenschaft betrug 28,75 Mio. Schilling (ca. 2 Mio. €). Seit 2002 wird es für kulturelle Zwecke benutzt.